# Herminia albopunctata
Herminia albopunctata là một loài bướm đêm trong họ Noctuidae.